# Tataren Chinas

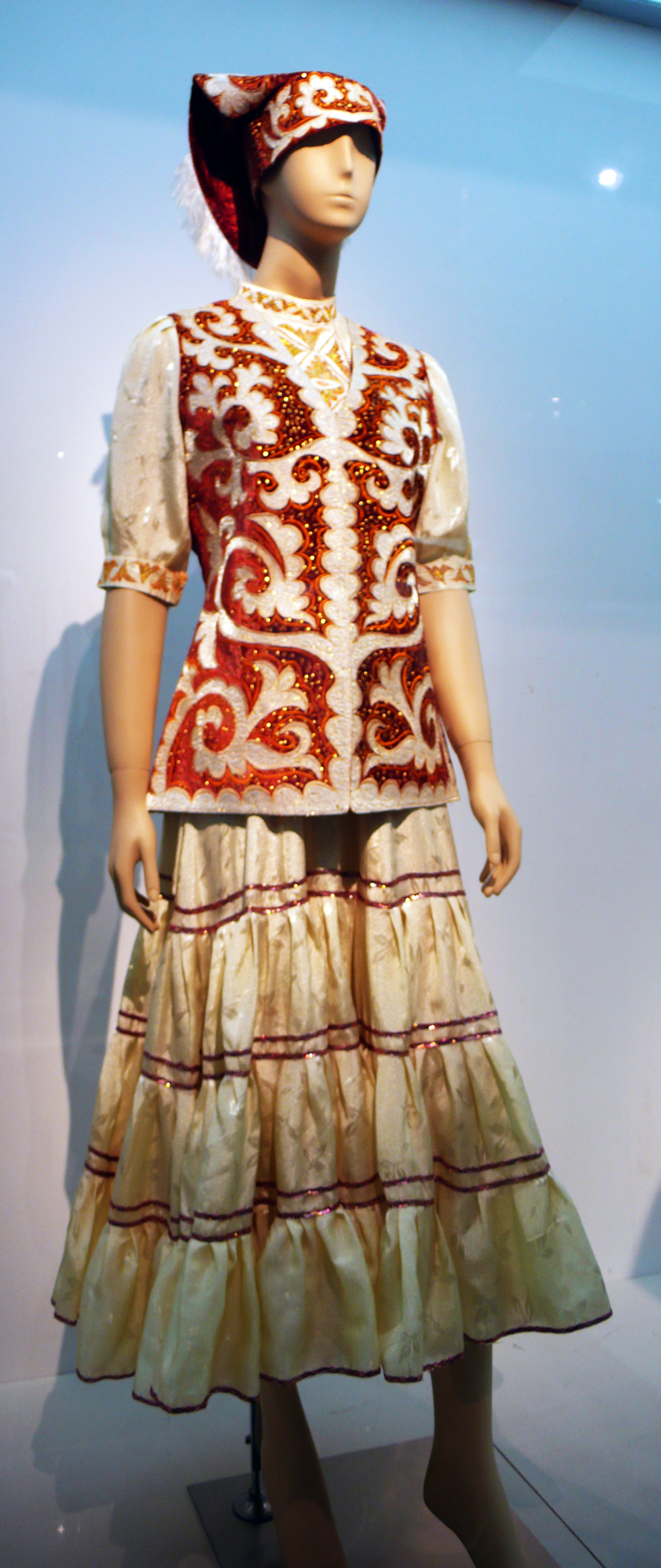
Tatarische Tracht im Museum of Ethnic Cultures der Minzu University

Die Tataren Chinas (chinesisch 塔塔尔族, Pinyin Tǎtǎ’ěrzú) sind eine der 56 offiziell anerkannten Nationalitäten der Volksrepublik China. Beim Zensus im Jahre 2010 wurden nur noch 3562 Tataren in China gezählt.
Ihre Vorfahren waren wolga-tatarische Händler und Kaufleute, die sich seit den 1820er-Jahren in Xinjiang niederließen.

## Sprache und Schrift
Noch knapp 800 Tataren Chinas sprechen eine archaische Variante des Tatarischen, die frei von den Fremdwörtern der modernen Schriftsprache ist. Im privaten Schriftverkehr ist manchmal auch noch die arabische Schrift (Iske-Imla-Alphabet) für das Tatarische in Gebrauch. Die Mehrheit der Tataren Chinas spricht – je nach Siedlungsgebiet – Uigurisch oder Kasachisch als Muttersprache und oft auch als einzige Sprache. Die Schulbildung erfolgt dementsprechend in Uigurisch oder Kasachisch und damit wird auch die in China übliche arabische Schrift für diese beiden Sprachen erlernt.

## Verbreitung der Tataren in China

### Verbreitung auf Provinzebene nach den Daten des Zensus 2010 (Stichtag 1. November 2010)
| Gebiet              | Zahl | Anteil   |
| ------------------- | ---- | -------- |
| Volksrepublik China | 3562 | 100,00 % |
| Xinjiang            | 3242 | 091,02 % |
| Guangdong           | 0 55 | 01,54 %  |
| Guangxi             | 0 24 | 00,67 %  |
| Peking              | 0 23 | 00,65 %  |
| Jiangsu             | 0 19 | 00,53 %  |
| Gansu               | 0 18 | 00,51 %  |
| Hebei               | 0 17 | 00,48 %  |
| Fujian              | 0 17 | 00,48 %  |
| Hunan               | 0 15 | 00,42 %  |
| Sichuan             | 0 15 | 00,42 %  |
| Liaoning            | 0 14 | 00,39 %  |
| Shanghai            | 0 12 | 00,34 %  |
| Shandong            | 0 11 | 00,31 %  |
| Hubei               | 0 10 | 00,28 %  |
| Yunnan              | 0 10 | 00,28 %  |
| Zhejiang            | 0 9  | 00,25 %  |
| Anhui               | 0 9  | 00,25 %  |
| Innere Mongolei     | 0 6  | 00,17 %  |
| VBA                 | 0 6  | 00,17 %  |
| Jilin               | 0 5  | 00,14 %  |
| Tianjin             | 0 4  | 00,11 %  |
| Jiangxi             | 0 4  | 00,11 %  |
| Henan               | 0 4  | 00,11 %  |
| Heilongjiang        | 0 3  | 00,084 % |
| Guizhou             | 0 3  | 00,084 % |
| Qinghai             | 0 2  | 00,056 % |
| Ningxia             | 0 2  | 00,056 % |
| Shanxi              | 0 1  | 00,028 % |
| Chongqing           | 0 1  | 00,028 % |
| Shaanxi             | 0 1  | 00,028 % |
| Hainan              | 0    | 00,00 %  |
| Tibet               | 0    | 00,00 %  |

### Verbreitungsgebiete auf Kreisebene (Zensus 2000)
Beim Zensus im Jahre 2000 wurden in China 4890 Tataren gezählt.
Hier wurden nur Werte ab 1 % berücksichtigt. AG = Autonomes Gebiet, AB = Autonomer Bezirk, AK = Autonomer Kreis.
| übergeordnete Provinzebene | übergeordnete Bezirksebene | Kreis, Stadt, Stadtbezirk | Anzahl der Tataren | % aller Tataren Chinas |
| -------------------------- | -------------------------- | ------------------------- | ------------------ | ---------------------- |
| Uigurisches AG Xinjiang    | AB Changji der Hui         | Kreis Qitai               | 553                | 11,31 %                |
| Uigurisches AG Xinjiang    | Kasachischer AB Ili        | Stadt Altay               | 441                | 9,02 %                 |
| Uigurisches AG Xinjiang    | Stadt Ürümqi               | Stadtbezirk Tianshan      | 380                | 7,77 %                 |
| Uigurisches AG Xinjiang    | Kasachischer AB Ili        | Stadt Gulja               | 324                | 6,63 %                 |
| Uigurisches AG Xinjiang    | Kasachischer AB Ili        | Kreis Burqin              | 319                | 6,52 %                 |
| Uigurisches AG Xinjiang    | Kasachischer AB Ili        | Kreis Qinggil             | 265                | 5,42 %                 |
| Uigurisches AG Xinjiang    | Kasachischer AB Ili        | Kreis Mongolküre          | 232                | 4,74 %                 |
| Uigurisches AG Xinjiang    | Kasachischer AB Ili        | Stadt Tacheng             | 187                | 3,82 %                 |
| Uigurisches AG Xinjiang    | AB Changji der Hui         | Kreis Jimsar              | 181                | 3,70 %                 |
| Provinz Gansu              | AB Linxia der Hui          | Kreis Yongjing            | 172                | 3,52 %                 |
| Uigurisches AG Xinjiang    | Stadt Ürümqi               | Stadtbezirk Saybag        | 140                | 2,86 %                 |
| Uigurisches AG Xinjiang    | Stadt Ürümqi               | Stadtbezirk Xinshi        | 111                | 2,27 %                 |
| Uigurisches AG Xinjiang    | Kasachischer AB Ili        | Kreis Künes               | 108                | 2,21 %                 |
| Uigurisches AG Xinjiang    | Stadt Ürümqi               | Kreis Ürümqi              | 107                | 2,19 %                 |
| Uigurisches AG Xinjiang    | Kasachischer AB Ili        | Kreis Koktokay            | 91                 | 1,86 %                 |
| Uigurisches AG Xinjiang    | AB Changji der Hui         | Kasachischer AK Mori      | 88                 | 1,8 %                  |
| Uigurisches AG Xinjiang    | Kasachischer AB Ili        | Mongolischer AK Hoboksar  | 88                 | 1,8 %                  |
| Uigurisches AG Xinjiang    | Kasachischer AB Ili        | Kreis Tokkuztara          | 84                 | 1,72 %                 |
| Uigurisches AG Xinjiang    | AB Changji der Hui         | Stadt Changji             | 66                 | 1,35 %                 |
| Uigurisches AG Xinjiang    | Kasachischer AB Ili        | Kreis Dorbiljin           | 65                 | 1,33 %                 |
| Uigurisches AG Xinjiang    | Kasachischer AB Ili        | Kreis Korgas              | 61                 | 1,25 %                 |
| Uigurisches AG Xinjiang    | Kasachischer AB Ili        | Kreis Kaba                | 61                 | 1,25 %                 |
| Uigurisches AG Xinjiang    | Kasachischer AB Ili        | Kreis Gulja               | 55                 | 1,12 %                 |
| Uigurisches AG Xinjiang    | Kasachischer AB Ili        | Kreis Shawan              | 49                 | 1 %                    |

## Bekannte Tataren Chinas
- Margub Timergalijewitsch Ischakow, Generalmajor, 1923–1992